# Kyle Wanvig
Kyle Wanvig (* 29. Januar 1981 in Calgary, Alberta) ist ein ehemaliger kanadischer Eishockeyspieler, der im Laufe seiner Karriere unter anderem für die Minnesota Wild und Tampa Bay Lightning in der National Hockey League gespielt hat.

## Karriere
Kyle Wanvig begann seine Karriere als Eishockeyspieler in der kanadischen Juniorenliga Western Hockey League, in der er von 1997 bis 2001 für Edmonton Ice, Kootenay Ice und die Red Deer Rebels aktiv war. Seine erfolgreichste Spielzeit hatte er in der Saison 2000/01, seinem letzten Juniorenjahr, als er mit den Red Deer Rebels zunächst den Ed Chynoweth Cup, die WHL-Meisterschaft, sowie anschließend den Memorial Cup, die Meisterschaft der Canadian Hockey League gewann. Zudem erhielt er die Stafford Smythe Memorial Trophy als wertvollster Spieler des Memorial-Cup-Turniers. In seiner WHL-Zeit wurde der Flügelspieler zunächst im NHL Entry Draft 1999 in der dritten Runde als insgesamt 89. Spieler von den Boston Bruins ausgewählt. Da diese ihn anschließend nicht unter Vertrag nahmen, konnte er im NHL Entry Draft 2001 in der zweiten Runde als insgesamt 36. Spieler von den Minnesota Wild gedraftet werden.
Im Franchise der Minnesota Wild stand Wanvig von 2001 bis 2006 insgesamt fünf Jahre lang unter Vertrag, wobei er in der Saison 2001/02 und während des Lockouts in der Saison 2004/05 ausschließlich für deren Farmteam Houston Aeros in der American Hockey League auf dem Eis stand. Von 2006 bis 2008 kam der Rechtsschütze fast ausschließlich in der AHL zum Einsatz, in der er für die Chicago Wolves, Springfield Falcons und Norfolk Admirals auflief. Zudem wurde er in elf Spielen von den Tampa Bay Lightning aus der National Hockey League eingesetzt. Zur Saison 2008/09 ging der Kanadier erstmals nach Europa, wo er für Amur Chabarowsk in der neu gegründeten Kontinentalen Hockey-Liga und Brynäs IF in der schwedischen Elitserien aktiv war.
Nachdem er für die Saison 2009/10 nach Nordamerika zurückgekehrt war, wo er von den Portland Pirates aus der AHL unter Vertrag genommen wurde, verpflichteten ihn zur folgenden Spielzeit die Augsburger Panther aus der Deutschen Eishockey Liga. Im Januar 2011 wurde Wanvig vom HK Poprad aus der Extraliga engagiert. In der folgenden Spielzeit absolvierte er aufgrund von Verletzungen nur 16 Spiele für den EC VSV, ehe er seine Karriere im Dezember 2011 beendete und Berufsfeuerwehrmann in Kanada wurde.

## Erfolge und Auszeichnungen
| - 2001 President’s-Cup-Gewinn mit den Red Deer Rebels - 2001 CHL Second All-Star Team - 2001 Memorial-Cup-Gewinn mit den Red Deer Rebels | - 2001 Memorial Cup All-Star Team - 2001 Stafford Smythe Memorial Trophy - 2004 Teilnahme am AHL All-Star Classic |

## Statistik
(Stand: Ende der Saison 2010/11)